# أحمد بن إبراهيم الغازي
السلطان أحمد بن إبراهيم الغازي المعروف باسم أحمد غري، (ولد في زيلع سنة 1507 ومات في سنة 1543) كان الإمام من سلاطين الصومال الذين غزوا الحبشة وهزم العديد من الأباطرة الإثيوبية، وألحقت الكثير من الضرر وهزائم في ذلك المملكة. مع مساعدة من الجيش تتكون أساسا من الصوماليين، وشرع الإمام أحمد (الملقب الغري يعني "الأشول") في غزو ما يقرب ثلاثة أرباع الحبشة (إثيوبيا حاليا) وضمها تحت سلطة سلطنة عدل خلال الحرب العدلية الحبشية 1529-1543.
الأمام أحمد بن إبراهيم الغازي هو أعظم سلاطين المسلمين الذائع الصيت المشهور، كانت له المعارك الخالدة كاد يفني الحبشة لولا تدخل البرتغاليون وأوروبا المسيحيتين استشهد في معركة ضد البرتغال والحبشة وكان قد قتل القائد كريستوفاو ابن فاسكو دا غاما والملك لبنا دبنجل الأمهري في معركة وفلة.

## اختلاف المؤرخين في نسب الامام
اختلف المؤرخون كثيرا في انتساب الامام ما بين من يرونه صوماليا أو سودانيا أو اثيوبيا الا أن معظم المؤرخين رجحو علي أن الامام صومالي ينحدر من قبيله مريحان وهي إحدى قبائل الصومال ومن أكبر فروع قبائل الدارود بن إسماعيل بن إبراهيم الجبرتي العقيلي 
ويعتقد بعض المؤرخين أيضا أن الامام كان من أسرة عربية يمنية الأصل هاجرت الي الصومال أوئل القرن الثالث عشر الميلادي.